# Trepadeira-rupestre-do-levante

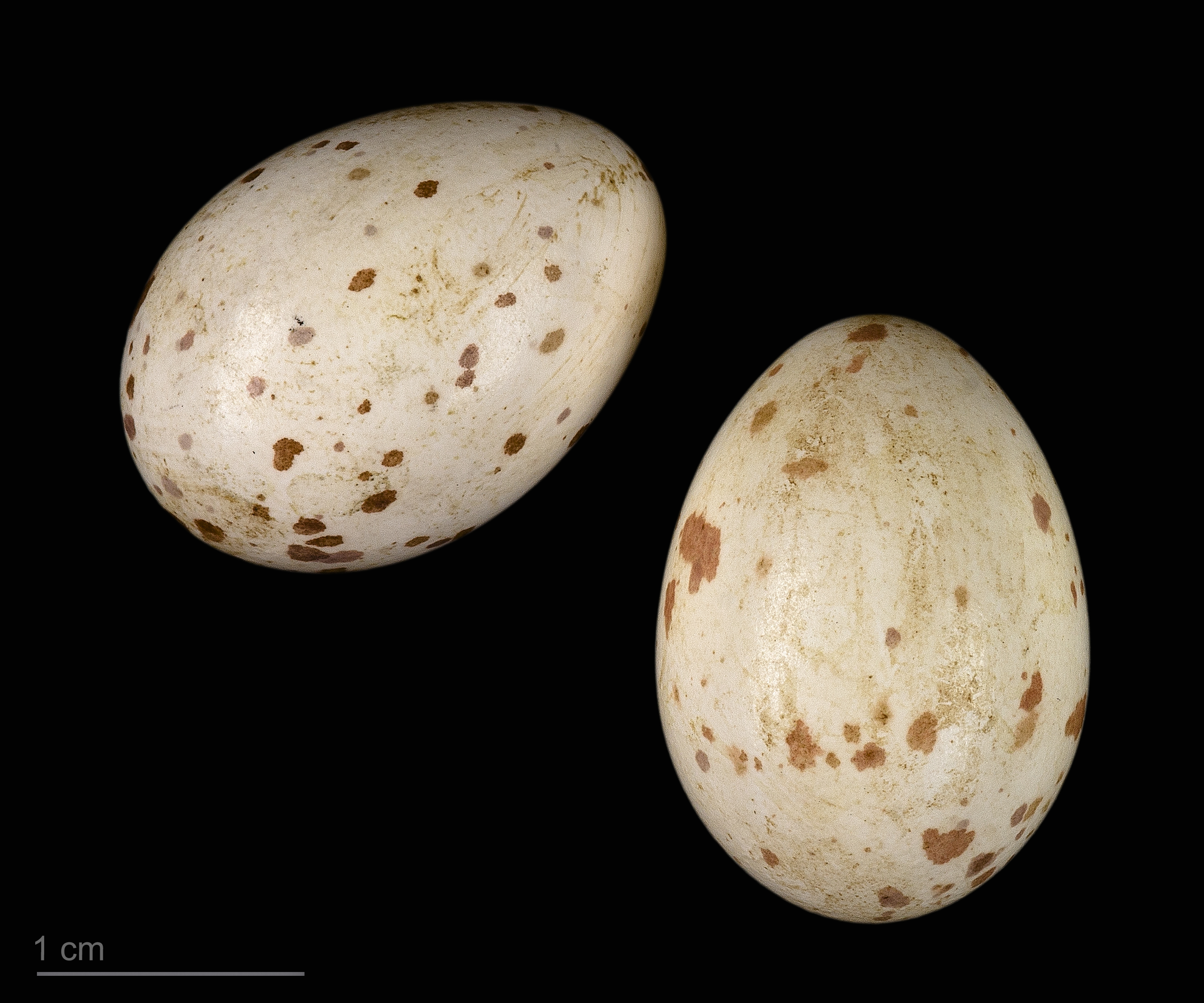
Sitta neumayer neumayer - MHNT

A Trepadeira-rupestre-do-levante (nome científico: Sitta neumayer) é uma espécie de ave da família das trepadeiras. É nativa do sul da Europa ao norte do Oriente Médio.